# 野口仁士
野口 仁士（のぐち ひとし、1966年2月25日 - ）は京都府出身の日本の柔道家。現役時代は60kg級の選手。身長165cm。

## 人物
京都商業高校2年の時にインターハイの軽量級で3位になった。しかし、3年の時には府予選で敗れて出場できなかった。京都産業大学へ進むと、1年の時に新人体重別60kg級で天理大学1年の斎藤光重に敗れるが2位になった。2年の時にも斉藤に敗れて2位にとどまった。3年の時には世界ジュニアで優勝を飾った。正力国際では決勝で東海大学2年の越野忠則に敗れて2位だった。4年の時には正力杯決勝で越野を破って優勝した。正力国際では決勝で越野に敗れて2年連続2位に終わった。フランス国際では3位だった。1988年に大学を卒業後は中学の教師となったが、強化選手との兼任を全うできなかったことから柔道に専念するために僅か1年で辞めると、昭永化学工業の所属となってバルセロナオリンピックを目指すことになった。1989年の講道館杯では決勝で越野に敗れるも2位になった。1990年にはフランス国際で優勝するが、体重別では3位だった。嘉納杯でも3位だった。1991年の講道館杯でも決勝で越野に敗れた。体重別では3位だった。結果として越野の後塵を拝することになり、オリンピックには出場できなかった。引退後はコマツ柔道部のコーチとなった。

## 主な戦績
- 1982年 -　インターハイ　3位
- 1984年 -　新人体重別　2位
- 1985年 -　新人体重別　2位
- 1986年 -　世界ジュニア　優勝
- 1987年 -　正力国際　2位
- 1987年 -　正力杯 優勝
- 1988年 -　正力国際　2位
- 1988年 -　フランス国際　3位
- 1989年 -　講道館杯　2位
- 1989年 -　フィンランド国際　優勝
- 1990年 -　フランス国際　優勝
- 1990年 -　体重別　3位
- 1990年 - 嘉納杯　3位
- 1991年 -　講道館杯　2位
- 1991年 -　体重別　3位

(出典、JudoInside.com)